# Quando il cielo gli cadde sulla testa
(Albert Uderzo, nella postfazione dell'albo)
Quando il cielo gli cadde sulla testa (Le Ciel lui tombe sur la tête) è il trentatreesimo albo a fumetti della serie Asterix, creata dal duo francese René Goscinny (sceneggiatura) e Albert Uderzo (disegni). Contiene quella che è la trentaduesima storia lunga della serie (dal momento che il precedente albo Asterix tra banchi e... banchetti era costituito da una raccolta di storie brevi), nonché l'ottava scritta e disegnata dal solo Uderzo dopo la morte del collega.
La sua prima pubblicazione in volume in lingua originale risale al 2005.

## Trama
Il cielo cade infine sulla testa degli irriducibili Galli del piccolo villaggio: di ritorno da una battuta di caccia al cinghiale Asterix, Obelix e Idefix scoprono come tutti i loro compagni sembrino essere pietrificati e privi di vita. L'unico oltre a loro ad essere sfuggito alla bizzarra condizione è il druido Panoramix, anch'egli perplesso sulle cause del fenomeno. Il mistero tuttavia si dipana quando nel cielo sopra il villaggio appare una gigantesca sfera dorata: si tratta di una nave spaziale guidata da un bizzarro extraterrestre di nome Toon, giunto sulla Terra in cerca della leggendaria pozione magica del druido, la cui fama ha ormai valicato i confini del sistema solare.
L'alieno spiega infatti agli esterrefatti Galli come il suo popolo, natio del pianeta Tadsylwien, sia da anni in guerra contro i malvagi abitanti del pianeta Gmana: è proprio per evitare che uno di costoro, Nagma, si impadronisca della pozione del druido che Toon è giunto in Armorica ed ha pietrificato gli abitanti del villaggio, allo scopo di distruggere l'intruglio, da lui definito una "pericolosa arma" non convenzionale.
Nel frattempo, anche il razzo di Nagma giunge sulla Terra: dopo un primo contatto con i Romani, l'alieno giunge anch'egli al villaggio ed inizia una vera e propria "battaglia spaziale" con Toon, combattuta a suon di robot. Infine, anche grazie all'intervento piuttosto seccato dei Galli, Namga viene sconfitto e lo stesso Toon si persuade a ripartire per il suo pianeta, dopo aver scoperto che la pozione del Druido ha bizzarri effetti sulla sua fisiologia aliena. Prima di andarsene l'extraterrestre rimuove comunque la paralisi dagli abitanti del villaggio e cancella loro la memoria sugli avvenimenti della giornata, così che costoro, pur dimentichi di tutto, possono ritrovarsi a festeggiare felici con il consueto banchetto.

## Personaggi principali
- Asterix: esterrefatto di fronte agli eventi fantascientifici che hanno luogo nel villaggio, tenta di fare appello alla propria razionalità e alle proprie risorse per farvi fronte
- Obelix: anche lui piuttosto perplesso per l'invasione extraterrestre (e preoccupato per il fatto che i cinghiali, pietrificati, siano "immangiabili"), osserva con Asterix lo svolgersi degli eventi, pur desideroso di gettarsi nella mischia
- Panoramix: pur con tutta la sua saggezza, si dimostra incredulo e incapace di raccapezzarsi di fronte agli alieni; tuttavia accoglie con malcelato orgoglio la notizia che la pozione da lui creata sia nota anche al di fuori della Terra
- Toon (Toune): alieno del pianeta Tadsylwien, di piccole dimensioni e di colore viola (per questo soprannominato dai Galli "Viola Mammola"). Pur non avendo intenzioni apertamente ostili, vorrebbe confiscare la pozione magica (che su di lui ha effetti bizzarri) e si rende per questo inviso ad Asterix e Panoramix
- Nagma (Nagma): alieno del pianeta Gmana, è decisamente più bellicoso di Toon e vorrebbe appropriarsi della pozione per conquistare l'intero Spazio. Alla fine, sconfitto, è costretto a ripartire a mani vuote

## Riferimenti storici e citazioni
Realizzata da un Uderzo quasi ottantenne, l'albo vede la presenza di elementi piuttosto inconsueti nella serie Asterix, quali alieni, navi spaziali e robot. L'intera storia è pensata come un omaggio dell'autore al mondo del fumetto, ed in particolare dei comics statunitensi. Il personaggio di Toon (nome che richiama il termine inglese per "cartone animato") richiama nell'aspetto Topolino, e il nome del suo pianeta d'origine, "Tadsylwien", è che l'anagramma di Walt Disney. Lo stesso Uderzo ha esplicitato questi riferimenti in una nota di postfazione all'albo, nella quale esprimeva il proprio omaggio verso Disney. I "supercloni", i robot utilizzati da Toon, hanno invece il volto di Arnold Schwarzenegger e negli abiti e nei poteri richiamano Superman e possiedono inoltre un anello verde scintillante che richiama il personaggio di Lanterna Verde. Essi vogliono essere un omaggio ai supereroi dei fumetti statunitensi, che, stando a quanto affermato nel sito ufficiale, furono insieme allo stesso Disney fra gli eroi d'infanzia di Uderzo. Toon afferma che è possibile ricreare lo stesso clone in forma di "Clone-Ragno" o "Clone-Pipistrello", chiari riferimenti all'Uomo Ragno e a Batman, divertente satira del fatto che i giocattoli dei supereroi americani sono fatti tutti con lo stesso stampo per il corpo. Il malvagio Namga, dal canto suo, è invece sin dal nome una parodia dei Manga giapponesi, che richiama anche, in parte, in alcuni tratti fisici. Esso contiene infatti un sacco di riferimenti satirici ai prodotti orientali: la sua astronave ricorda Getter Liger e i Robo-Ratti si rifanno invece a Goldrake (in originale "Golderats"). I tratti del viso del Namga ricordano quelli di un orientale e quando porta la maschera i suoi occhi sono enormi, proprio come nei manga i personaggi sono disegnati con occhi eccessivamente grandi rispetto alla realtà. Il personaggio presenta inoltre una capigliatura lunga e strana, altro tratto tipico dei personaggi nipponici, e la sua armatura dorata ricalca quella dei Cavalieri d'Oro de I Cavalieri dello zodiaco, manga molto popolare in Francia. Per combattere, il Namga utilizza una potente raffica d'energia, che ricalca la Kamehameha di Goku, protagonista di Dragon Ball, oltre alle arti marziali, le tecniche di lotta orientali. In tale occasione, il Namga afferma che il proprio capo ha nome Ako Otaki. Il nome è l'anagramma di Takao Aoki, il creatore del manga Beyblade.
Toon afferma che la controversia tra i Tadsylwien e i Namga deriva dal fatto che questi ultimi siano invidiosi e vendicativi e copiano i primi in tutto, pur avendo conoscenze scientifiche meno avanzate. Da una parte, ciò potrebbe stare a simboleggiare come Osamu Tezuka, l'ideatore del genere manga, abbia imparato da Walt Disney ma dall'altra ciò è anche un satirico riferimento alla credenza popolare (particolarmente diffusa nel dopoguerra) che i giapponesi copiassero le tecnologie occidentali servendosi di spie camuffate da turisti. L'intero episodio è, di fatto, una divertente parodia della competizione tra fumetto occidentale e orientale con Uderzo che, da artista europeo, si schiera inevitabilmente in favore dei primi. Uderzo ha dichiarato in intervista di non avere niente contro i manga come genere ma di aver scritto l'episodio dell'invasione Namga come metafora della massiccia importazione di anime e manga in Europa in quegli anni, a discapito dei prodotti europei. In particolare, Uderzo rivelò in intervista che l'idea gli venne a seguito di un'intervista radiofonica dove il giornalista gli disse che i manga avevano rimpiazzato il fumetto franco-belga:
(Albert Uderzo)
Inoltre, come affermato dallo stesso Uderzo ad alcuni giornali, la storia vuole anche essere una satira sull'intervento militare in Iraq intrapreso nel 2003 dagli Stati Uniti, guidato dall'allora presidente George Bush (apertamente richiamato nel nome del capo di Toon, "Hubs"). Secondo quanto riportato dal quotidiano La Repubblica, Uderzo stesso avrebbe commentato tale intento satirico con le seguenti parole:
(Albert Uderzo)
Il piatto principale dei Tadsylwien è il "cane caldo", che altri non è che l'hot dog, tipico piatto americano, il cui nome causa disgusto nei galli e in Idefix che immediatamente credono che sia fatto con carne di cane. Questo gioco di parole deriva dal fatto che anche in Canada si usa la traduzione letterale in cane caldo (chien-chaud) laddove in altri paesi (ad esempio l'Italia) si lascia il termine "hot dog".
Dopo che Toon gli ha imposto di abbandonare il pianeta, il Namga afferma "partire è un po' morire", citazione del film Colpo grosso ma non troppo. Poco dopo, egli distrugge la nave dei pirati nel partire che subito affermano che tali armi andrebbero proibite dalla convenzione ginevensis, chiaro riferimento alla Convenzione di Ginevra.
Nel finale, Toon fa dimenticare gli eventi accaduti agli abitanti del villaggio. Ciò è una citazione del fumetto di Tintin "Vol 714 pour Sydney", episodio che viene appunto dimenticato dai personaggi.

### Riferimenti ad altri albi
Trentatreesimo albo della serie (nonché ultima storia vera e propria realizzata da Uderzo), il volume nella copertina originale (riproposta anche nell'edizione italiana) rievoca quella della prima storia, Asterix il gallico, mostrando i due protagonisti in una posa molto simile ma speculare.
Inoltre, sul piano dei riferimenti narrativi, questa è una delle poche storie nelle quali il bardo Assurancetourix non viene legato e imbavagliato all'albero durante il banchetto finale.

## Accoglienza di pubblico e critica
La pubblicazione del volume in Francia fu anticipata da una cospicua campagna pubblicitaria e da un assoluto riserbo, da parte dell'autore e della casa editrice, sulla trama. Il volume fu presentato in antreprima con una conferenza stampa in pompa magna svoltasi a Bruxelles, alla quale partecipò lo stesso Uderzo. L'albo fu pubblicato quasi in contemporanea in 27 paesi (fra cui l'Italia) con una prima tiratura complessiva di otto milioni di copie, tre milioni delle quali destinate al solo mercato francese.
Malgrado i dati di vendita dell'albo, il parere dei critici e della stampa francofona sulla storia fu tuttavia alquanto negativo: la presenza -inedita- di alieni e robot in un'avventura di Asterix suscitò vari malumori nei lettori, e in molti rimproverarono a Uderzo una estrema esilità nella trama. In generale, la storia fu dai più considerata come inferiore, dal punto di vista artistico e narrativo, alle altre della serie.
Fra gli altri, il giornalista Daniel Schneidermann, in un articolo sul periodico Libération, bollò l'albo come "pessimo" (mauvais), "strabordante di alieni" e "assordante di battaglie intergalattiche", nonché "povero in sceneggiatura e in trovate umoristiche". Pareri negativi furono espressi anche dal quotidiano belga La Libre Belgique, dalla RTBF e dallo stesso Le Monde, che definì la storia come "delirante". Sul fronte opposto, nel 2005 il giornalista, editore e critico fumettistico francese Didier Pasamonik passò in rassegna le varie critiche -e le risposte ad esse- in un articolo apparso sul sito actuabd.com, e lui stesso scrisse successivamente, nella rivista Suprême dimension, come tali critiche "non avrebbero comunque intaccato l'incontestabile successo della serie"

## Storia editoriale
In Francia la storia fu pubblicata direttamente in albo cartonato nel 2005, dalla casa editrice Les Éditions Albert René (di proprietà della Hachette Livre).

### Edizioni estere

#### Italia
In Italia l'albo è edito, come gli altri della serie, da Mondadori; la prima edizione italiana risale all'ottobre 2005 per la traduzione di Tito Faraci e Sergio Rossi.

## In altre lingue
Il titolo originale dell'albo, Le ciel lui tombe sur la tête, è stato tradotto come segue in alcune delle principali lingue in cui il fumetto è edito; vengono inoltre indicate la casa editrice e l'anno di prima pubblicazione:
- catalano:  El cel s'ens cau al damunt! - Salvat editores,  Spagna, 2011
- ceco: Nebe mu padá na hlavu - Egmont ČR,  Rep. Ceca, 2005
- coreano: 아스테릭스 하늘이 무너져 내리다 (Asteriks hanuli muneojyeo naerida) - Moonhak-kwa-Jisung-Sa,  Corea del Sud, 2008
- danese: Da Himlen faldt ned om Ørerne - Egmont Serieforlaget A/S,  Danimarca, 2005
- finlandese: Taivas Putoaa Niskaan - Egmont Kustanus Oy,  Finlandia, 2005
- greco: Και ο ουρανός έπεσε στο κεφάλι τους (Kai o Oyranos epese sto Kafali toys) - Mamouth Comix,  Grecia, 2005
- inglese: Asterix and the Falling Sky - Orion,  Regno Unito, 2005
- latino: Asterix – Caelum in caput ejus cadit - Egmont Ehapa Verlag,  Germania, 2007
- olandese: Het Geheime Wapen - Éditions Albert René (Hachette Livre),  Paesi Bassi, 2005
- portoghese: O Céu Cai-lhe em Cima da Cabeça - Edições ASA,  Portogallo, 2005
- portoghese: O dia em que o céu caiu - Editora Record,  Brasile, 2005
- spagnolo: ¡El Cielo se nos cae encima! - Salvat editores,  Spagna, 2005
- svedese: Himlen faller ner över hans Huvud - Egmont Kärnan AB,  Svezia, 2005
- tedesco: Gallien in Gefahr - Egmont Ehapa Verlag,  Germania, 2005